# Difenylfosforylazid
Difenylfosforylazid je organická sloučenina používaná jako činidlo v  organické syntéze.

## Použití
Difenylfosforylazid reaguje s nukleofily, například amoniakem nebo aminy, za nahrazení azidové skupiny pseudohalogenidy.
Používá se také na přípravu peptidů reakcemi s karboxylovými kyselinami, kterým vznikají karbamáty nebo karboxamidy. Tvorba karbamátů se dá provést i u kyselin, které nevstupují do Schmidtových reakcí. Reakce pravděpodobně probíhá přes smíšený anhydrid, vzniklý atakem nukleofilního karboxylátového aniontu na atom fosforu, přičemž se odštěpí azidový ion, který následně atakuje karbonylový uhlík za tvorby acylazidu a oddělení difenylfosfátového aniontu, jenž je dobrou odstupující skupinou. V posledním kroku acylazid vytvoří karbamát.
Difenylfosforylazid reaguje s aminy na odpovídající fosforamidáty; tvorba amidu probíhá také přes anhydrid a následnou nukleofilní substitucí aminu.
Při výrobě nesteroidních antiflogistik může difenylfosforylazid vyvolávat přesmyky propanoylových skupin na isopropanové kyseliny.

## Bezpečnost
Difenylfosforylazid je silně toxický a, jako i ostatní azidy, výbušný.